# Muhammad Ibrahim Abd al-Halim Husajn
Muhammad Ibrahim Abd al-Halim Husajn (arab. محمد إبراهيم عبدالحليم حسين ;ur. 1 sierpnia 1997) – egipski zapaśnik walczący w stylu klasycznym. Triumfator mistrzostw arabskich w 2018. Wicemistrz Afryki juniorów w 2015 roku.